# Sérail
Pour les articles homonymes, voir Sérail (homonymie).

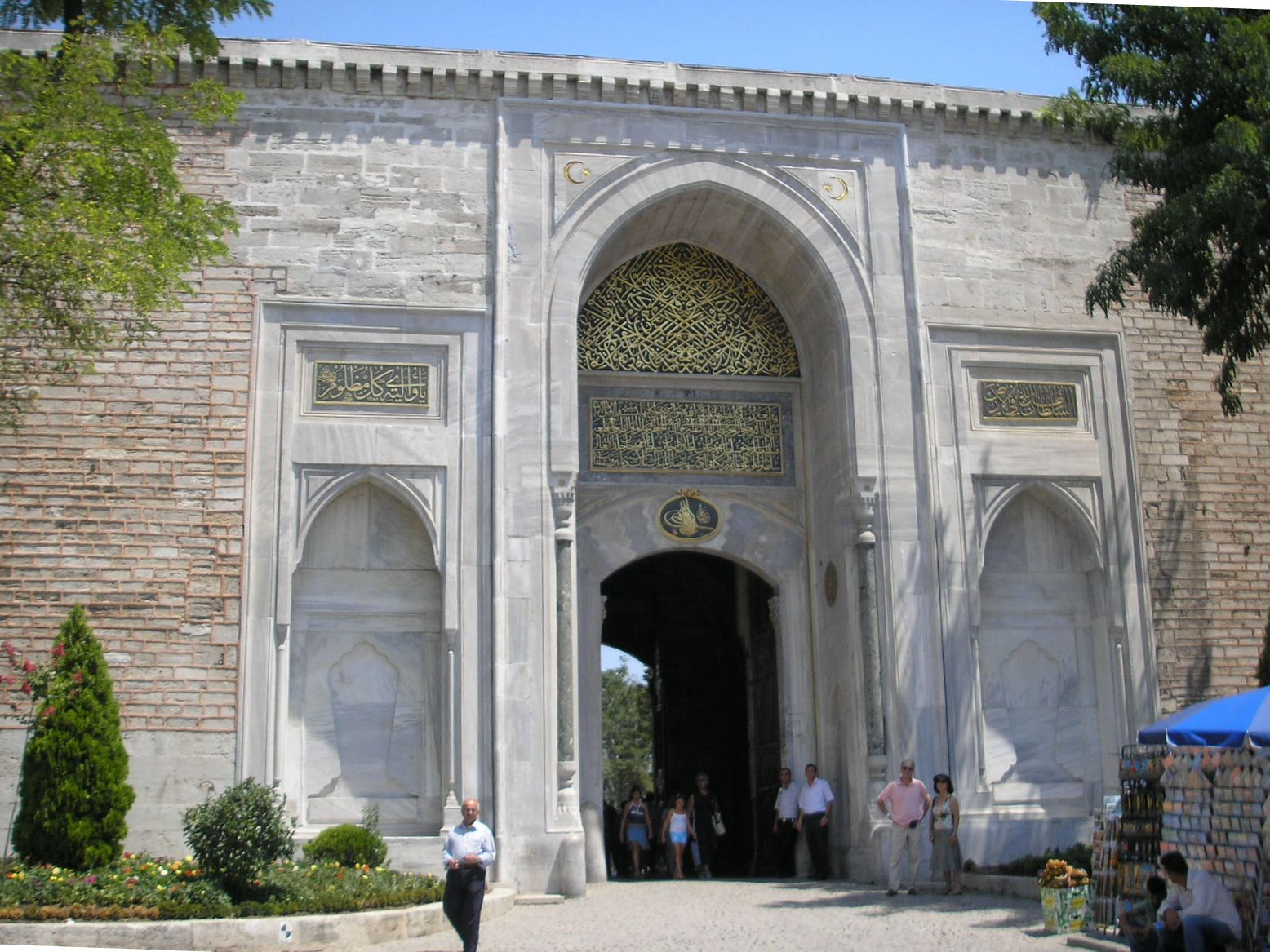
Entrée du palais de Topkapı à Istanbul, lequel comprend un sérail.

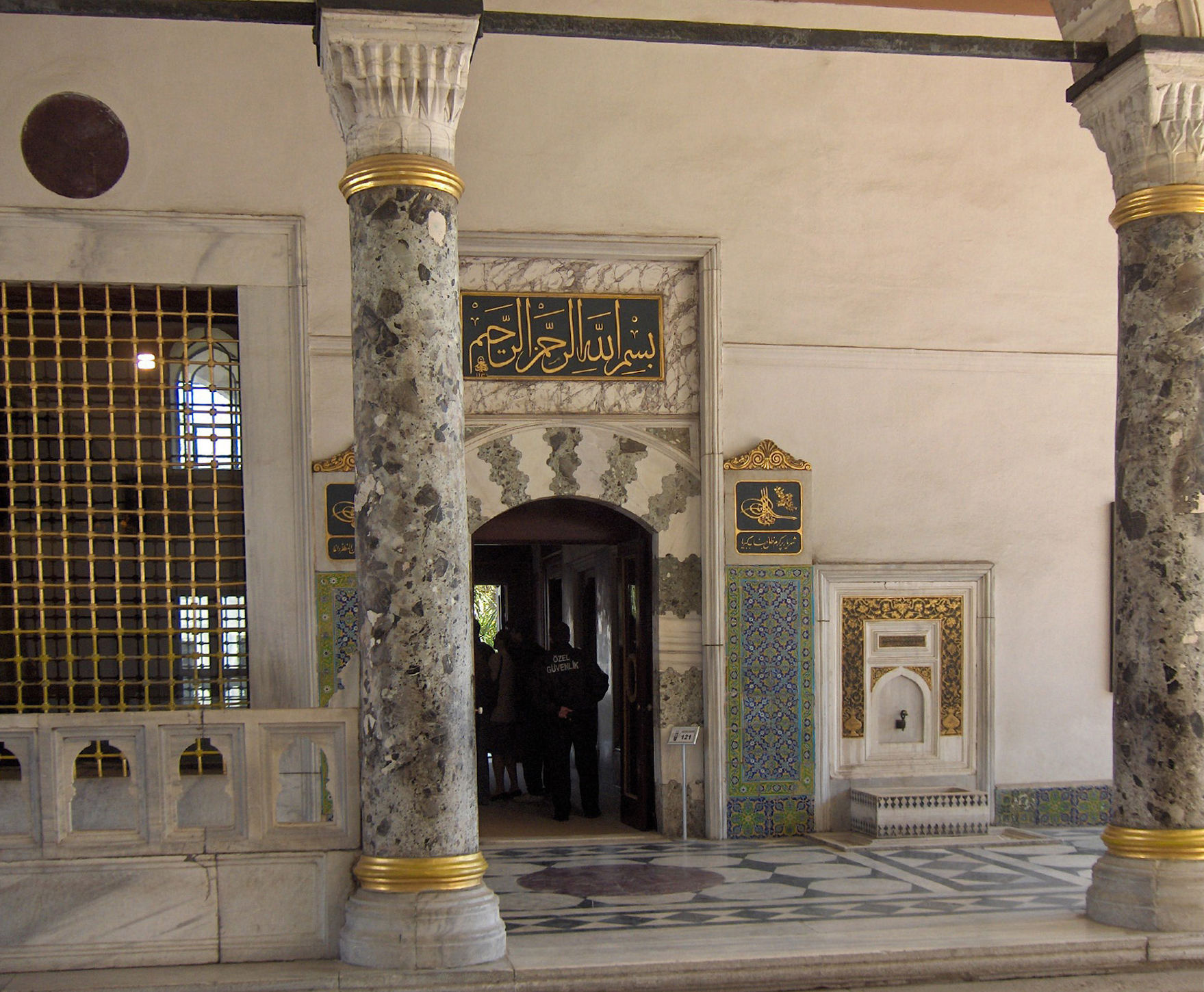
L'une des pièces du sérail.

Le sérail est, dans une maisonnée musulmane turque, un quartier d’habitation confiné où sont retenues les épouses et concubines, qui sont la propriété du sultan. 

## Étymologie
Le mot provient d'une variation en italien du nom persan saray, qui signifie « palais », ou « cour fermée ». Le mot italien serraglio correspond à une cage pour l'animal sauvage.  
Une autre acception en Turquie se rapporte aux palais traditionnels et aux grands manoirs construits au centre de cours murées. 
En Iran, un sérail est un terme qui désigne à l’origine une maison. On appelle aujourd’hui « sérail » une cour construite au sein d’un bazar, destinée à accueillir des magasins et des ateliers. 

## Fonction
Le sérail est le lieu de captivité des femmes que le sultan exploite pour assurer sa descendance. Il est dirigé par la mère du sultan et gardé par des eunuques et des servantes. La violence ne s'exerce pas seulement contre les femmes, mais également entre elles sachant que certaines sont retenues comme favorites. C'est le cas d'une des esclaves célèbre, Roxelane, affranchie puis épousée par Soliman Ier.  
Le palais de Topkapı (Topkapı Sarayı) est le principal palais d’Istanbul, autrefois demeure du sultan, aujourd'hui devenu un musée. 
Entre 1716 et 1718, Mary Wortley Montagu voyage dans l'Empire Ottoman et raconte dans ses lettres les modes de vie de ces femmes dans les sérails. Elle compile ses écrits dans le recueil The Turkish Embassy Letters publié pour la première fois en 1763. Elle se distingue des auteurs précédents qui ont pu écrire sur la culture orientale, notamment par ses activités désintéressées sur place et son statut exceptionnel de femme voyageuse. En effet, au contraire des hommes voyageurs qui ont laissé des écrits, Mary Wortley Montagu a l'occasion de fréquenter les femmes musulmanes et celles du sérail. Elle les décrit sans jugement et valorise le statut de certaines.

## Dans l’art ou la fiction

### Littérature
- Lettres persanes, roman épistolaire de Montesquieu,
- The Turkish Embassy Letters (1763), recueil de lettres de Mary Wortley Montagu,
- Les Désenchantées (1906), roman de Pierre Loti[4],
- Bérurier au sérail (1964), roman de Frédéric Dard.

### Opéra
- Die Entführung aus dem Serail  (L'Enlèvement au sérail), opéra de Mozart.

### Peinture

Sérail dans la peinture orientaliste
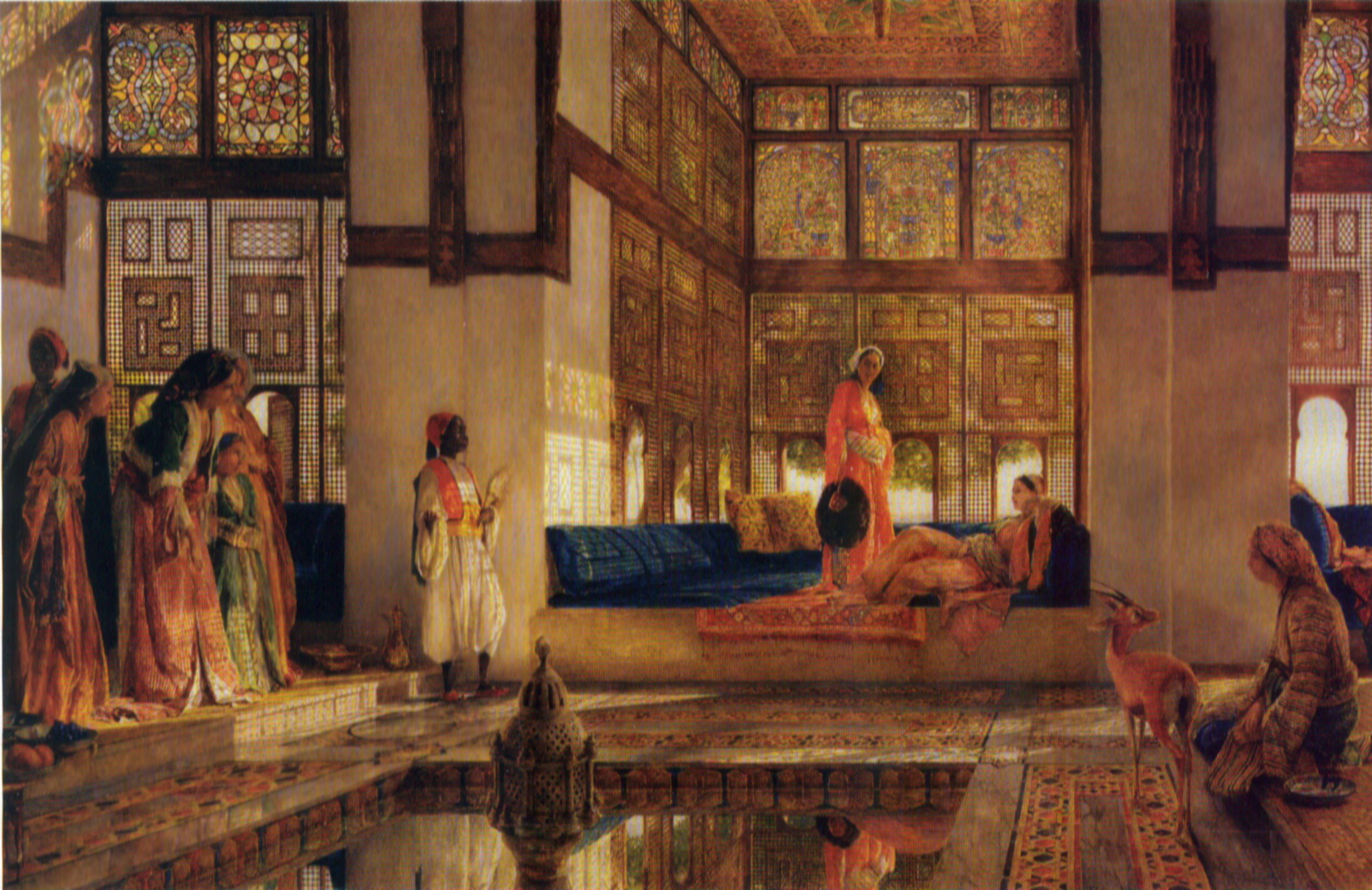
The Reception John Frederick Lewis
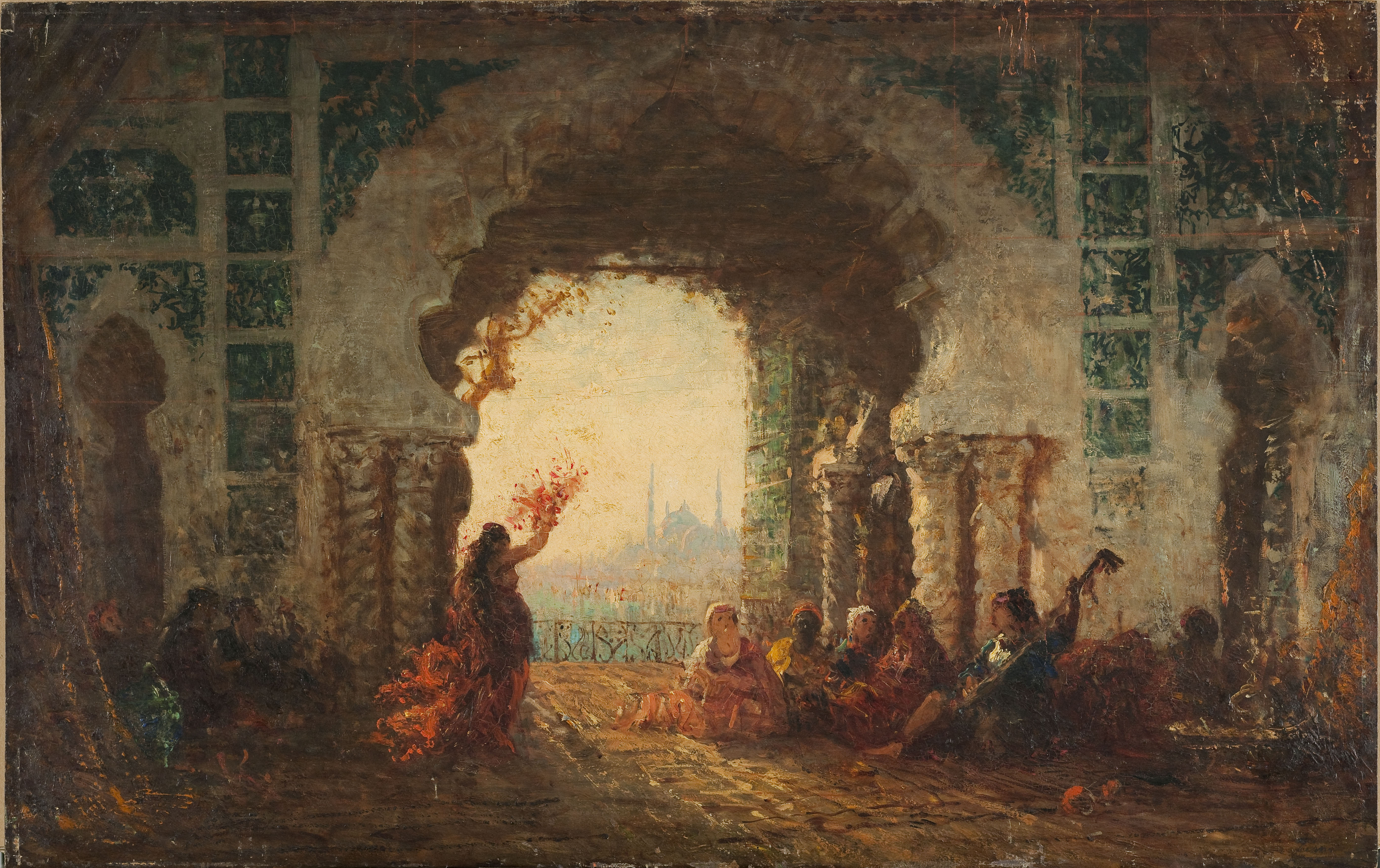
Sérail à Constantinople, la danse de l'almée Félix Ziem,1880-1900 Petit Palais, Paris